# 二塩化二硫黄
二塩化二硫黄（にえんかにいおう、英語: Disulfur dichloride、sulfur monochloride、化学式:S2Cl2）は硫黄と塩素から成る無機化合物である。
化学構造はCl−S−S−Clの形をしており、過酸化水素の構造と類似している。二塩化二硫黄の純物質は黄色の液体である。構造異性体のチオスルホキシド（化学式:S=SCl2）は二塩化二硫黄に紫外線が照射された時に化学変化して一時的に生成する。

## 合成
二塩化二硫黄は硫黄の部分塩素化によって合成される。常温でも反応性は良い。
S8 + 4 Cl2 → 4 S2Cl2 ΔH = −58.2 kJ/mol
また、二硫化炭素の塩素化によっても得られる。二塩化二硫黄の純物質は過剰量の硫黄との混合物である黄橙色の液体からの蒸留によって得られる。

## 反応
硫黄と塩素からの二塩化二硫黄の合成において過剰量の塩素が存在する場合は二塩化硫黄が生成する。 この場合、液体の色は薄黄色となり、橙赤色を帯びてくる。ただし、この反応は可逆的であるため、放置すると塩素と二塩化二硫黄に分解する。
S2Cl2 + Cl2 ↔ 2 SCl2 ΔH = −40.6 kJ/mol
二塩化二硫黄は多量の硫黄に溶解し、溶液中ではわずかにジクロロポリスルファンが生成する。
S2Cl2 + n S → S2+nCl2
加水分解では二酸化硫黄が生成する。
16 S2Cl2 + 16 H2O → 8 SO2 + 32 HCl + 3S8
硫化水素との反応では二硫化水素などのポリスルファンが生成する。
2 H2S + S2Cl2 → H2S4 + 2 HCl